# 2012年上海大師賽
2012年上海大師賽（也稱為2012年上海ATP大師1000賽 -贊助商是勞力士）舉辦於室外硬地球場的網球比賽。這是第4屆賽事，於2012年10月10日至10月16日舉行。

## 冠軍

### 單打
諾瓦克·喬科維奇 擊敗  安迪·穆雷（5–7、7–611、6–3）
- 這是喬科維奇今年的第5個冠軍，也是他生涯第33個冠軍。

### 雙打
利安德·帕斯 /  拉德克·斯泰潘內克 擊敗  馬赫什·布帕蒂 /  羅翰·波柏納（67–7、6–3、[10–5]）

## 外部連結
- 官方網址